# مسجد شیخ ابراهیم
مسجد شیخ ابراهیم (ترکی آذربایجانی: Şeyx İbrahim məscidi) یک مسجد باستانی متعلق به سده ۱۵ میلادی می‌باشد، که در بخش شهر قدیمی باکو قرار دارد.

## تاریخ مسجد

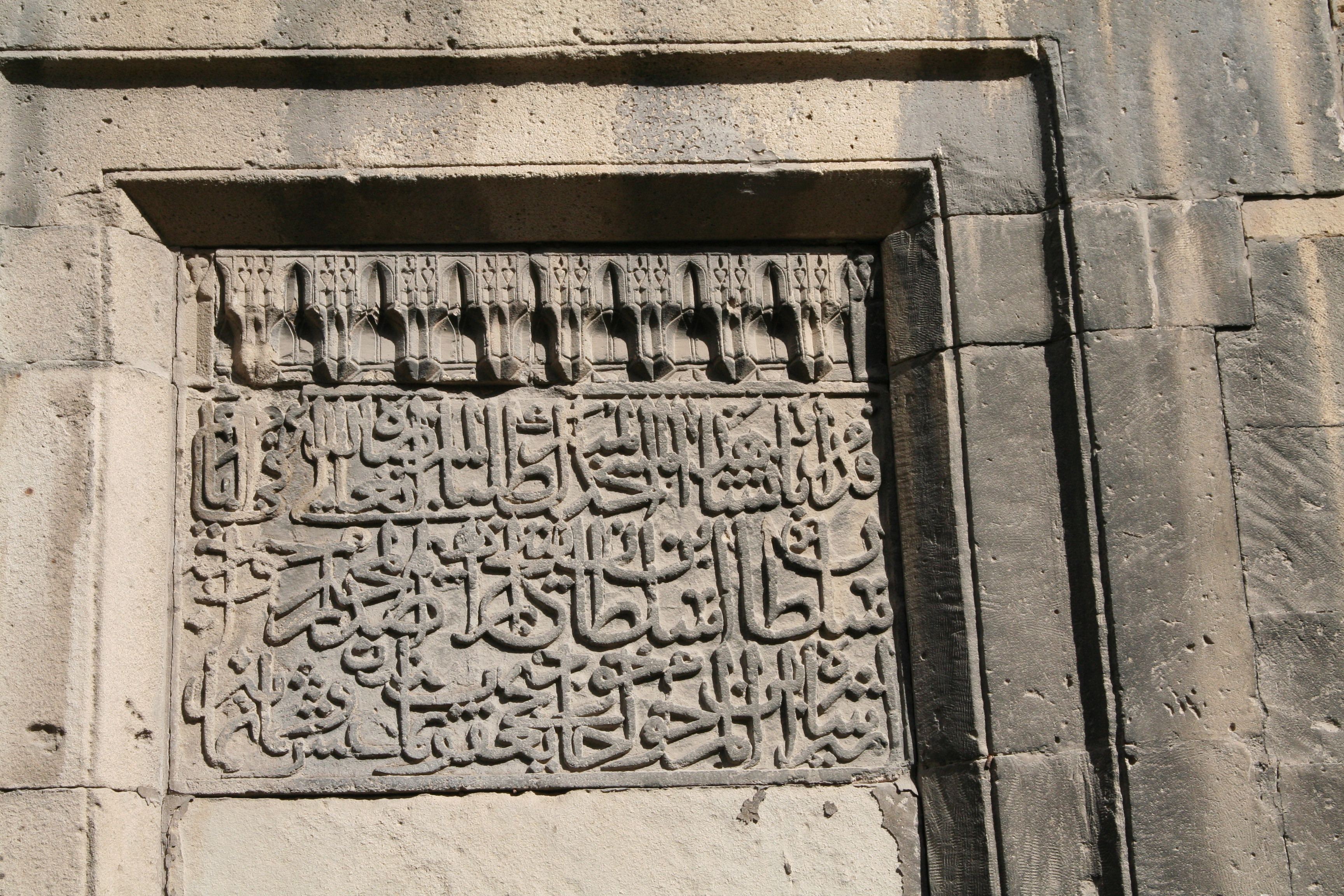
کتیبه‌ موجود در بالای درب مسجد شیخ ابراهیم.

بنابه کتیبه‌ای موجود روی دیوار بنا، مسجد شیخ ابراهیم به سفارش شخصی به نام «حاج امیرشاه یعقوب» ساخته شد. در کتیبه‌ای دیگر نیز آمده‌است، که مسجد توسط «آقا قفار فرزند موراد» بازسازی گردید. کتیبه اصلی حکایت از ساخت مسجد به سال ۸۱۸ هجری قمری (سالهای ۱۴۱۵–۱۴۱۶ میلادی) در عهد سلطنت «شروان‌شاه ابراهیم یکم» دارد. به همین دلیل نام ایشان بدین مسجد گذاشته شد.

## مشخصات معماری
مسجد به شکل چهارگوشه ساخته و بام آن با قبه پوشانیده شده‌است. در قرن ۱۹م. سطح نمای ساختمان با تقسیم به سه قاب مربعی‌شکل شکل معماری اروپایی به خود گرفت. در داخل هر یکی از قاب‌ها پنجره‌هایی نصب گردید و ورودی بنا نیز به شکل ایوان درآمد. با این تغییرات ساختمان مسجد ترکیب تلفیقی از معماری‌های آذربایجانی و اروپایی را در خود جای داد.